# Ominaisfjärden
Ominaisfjärden (finska: Omenaistenaukko) är en fjärd i norra Nagu i landskapet Egentliga Finland. Trafiken från Åbo och Nådendal västerut, bland annat bilfärjorna till Sverige, går över fjärden. Havsörn, fiskgjuse och storskarv häckar på fjärdens holmar eller i närheten.